# Velké Opatovice
Velké Opatovice (deutsch Groß Opatowitz) ist eine Stadt in Tschechien. Sie befindet sich 14 Kilometer nördlich von Boskovice in der Kleinen Hanna und gehört zum Okres Blansko.

## Geographie
Velké Opatovice liegt am Flüsschen Jevička in dem als Kleine Hanna bezeichneten nördlichen Teil der Boskowitzer Furche zwischen dem Drahaner Bergland und der Böhmisch-Mährischen Höhe. Durch die Stadt führt die Staatsstraße zwischen Letovice und Jevíčko sowie die Eisenbahn zwischen Chornice und Boskovice. Zwei Kilometer nördlich befindet sich der kleine vom Malonínský potok gespeiste Stausee Smolná. Südlich erhebt sich der 513 m hohe Hradisko.
Nachbarorte sind Jevíčko und Jaroměřice im Nordosten, Nový Dvůr im Osten, Uhřice und Cetkovice im Südosten, Borotín im Süden, Velká Roudka im Südwesten, Skočova Lhota, Brťov u Velkých Opatovic und Újezd im Westen sowie Smolná im Nordwesten.

## Geschichte
Ein 1308 auf Burg Cimburk geschlossener Kaufvertrag über den Ort stellt die erste urkundliche Erwähnung dar. Opatovice bestand in dieser Zeit aus zwei Dörfern, dem Ober- und dem Unterdorf.
Das Oberdorf war Sitz einer Grundherrschaft, zu deren Besitzern u. a. die Geschlechter von Věžník, zu Salm-Reifferscheidt-Raitz und von Herberstein gehörten. Nach der Ablösung der Patrimonialherrschaften im Jahr 1848 wurde Opatowitz eine selbständige Gemeinde und die Zweiteilung aufgehoben. Zur Unterscheidung von gleichnamigen Orten wurde der Ortsname 1888 in Groß Opatowitz bzw. Velké Opatovice geändert.
Am 15. Oktober 1969 wurde Velké Opatovice zur Stadt erhoben.

## Gemeindegliederung
Die Stadt Velké Opatovice besteht aus den Ortsteilen Bezděčí (Besdietsch), Brťov u Velkých Opatovic (Zeidler), Korbelova Lhota (Korbel Lhota), Svárov (Swarau), Velká Roudka (Groß Raudka) und Velké Opatovice (Groß Opatowitz), die zugleich auch Katastralbezirke bilden. Grundsiedlungseinheiten sind Bezděčí, Brťov u Velkých Opatovic, Červenice, Hradisko, Korbelova Lhota, Lavecko, Průmyslový obvod, Smržovec, Strážnice, Svárov, Šraňky, U Nového mlýna, Velká Roudka, Velké Opatovice-střed und Zámek.
Die Gemeinde Malá Roudka liegt als Enklave innerhalb des Gemeindegebiets.

## Sehenswürdigkeiten

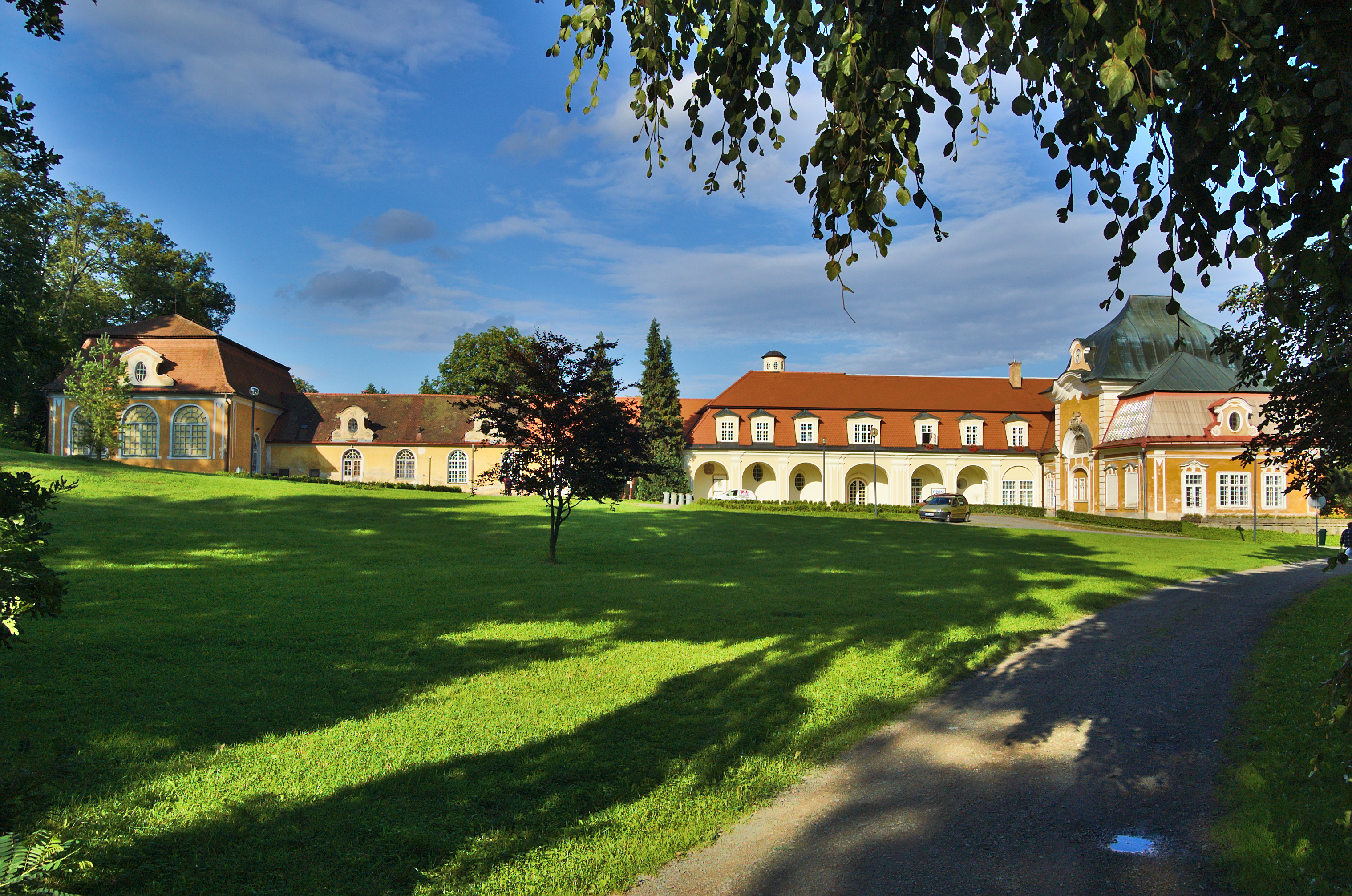
Schloss Velké Opatovice

- Schloss Velké Opatovice, Barockbau aus dem Jahre 1757, nach dem Brand vom 2. Jänner 1973 wurde der Wiederaufbau des seit 1924 der Stadt gehörigen Schlosses im Jahre 1990 abgeschlossen. Im Schloss befindet sich neben dem Stadtmuseum, das in einer Dauerausstellung den Bildhauer Karel Otáhal würdigt, auch die Stadtverwaltung und ein Kino.
- Schlosspark, auf dem sechs Hektar großen Areal befindet sich auch eine überlebensgroße Skulptur des Komponisten Bedřich Smetana, die ein Werke von Karel Otáhal ist
- Berg Hradisko mit einem von Karel Otáhal geschaffenen Relief des Schriftstellers Petr Bezruč.
- barocke Kirche St. Georg, das Altarrelief des Drachenkampfes hat eine Größe von vier mal vier Metern und stammt ebenfalls von Otáhal

## Städtepartnerschaften
- Elbingerode (Harz), Deutschland

## Persönlichkeiten
- Karel Otáhal (1901–1972), tschechischer Bildhauer, lebte und wirkte 30 Jahre in Velké Opatovice